# Příbuzenské systémy
Příbuzenský systém je systém sociálních vztahů založený na kulturně stanovených přesvědčeních a hodnotách, týkajících se lidské biologie a reprodukce.

## Typy příbuzenství
1. Pokrevní
2. Afinní – švagr, tcháni (nepřímé příbuzenstvo)
3. Fiktivní – adopce, "pokrevní" bratrství, kmotrovství, manipulace s příbuzenskými pojmy (např. říkáme známé naší matky "teto")

## Druhy příbuzenských systémů
1. Rodina nukleární
- Rodina orientační - naši rodiče a sourozenci
- Rodina prokreační – náš partner a děti

- v naší společnosti je nukleární rodina stavebním kamenem společnosti
2. Rod
- počítají se všechny generace, je zde tedy klíčová genealogie, neboť jednou z důležitých hodnot je odvození původu od důležitého předka
- je výrazně potlačena individualita, vše se rozhoduje tak, aby to bylo "pro dobro rodu", ale na druhou stranu má jedinec daleko větší sociální podporu
- rod sdílí majetek
- v tradičních společnostech je stavebním kamenem právě rod

## Určování původu
1. Unilineární
- Patrilinearita (70 % společností) – odvození původu od otce
- Matrilinearita – odvození původu od matky

2. Neunilineární
- Bilineární – jedinec má dvojí identitu, jak ze strany otce, tak ze strany matky
- Ambilineární – generačně se střídá odvozování původu od matky a otce, popř. si jedinec může vybrat
- Bilaterální (např. naše společnost) – důraz se klade na nukleární rodinu a původ postrádá význam – vede k rozpadu rodu